# Sân bay Sultan Ismail Petra
Sân bay Sultan Ismail Petra (IATA: KBR, ICAO: WMKC) là một sân bay phục vụ Kota Bharu ở Malaysia.
Được mở cửa tháng 9 năm 2002, sân nhà ga mới rộng 12.000 m² có 3 chỗ đỗ máy bay, 3 ống lồng dẫn khách, có công suất 1,4 triệu khách mỗi năm. Nhà ga này được trang bị các trang thiết bị và dịch vụ phục vụ du khách đến Kelantan. Năm 2005, sân bay này đã phục vụ 635.397 hành khách, với 8.765 lượt chuyến.

## Lịch sử
Sân bay này là một căn cứ không quân của Mã Lai và là nơi quân Nhật hạ cánh ở Malaya năm 1941.

## Các hãng hàng không và các điểm đến
- AirAsia (Kuala Lumpur)
- Malaysia Airlines (Kuala Lumpur)